# Kanton Marseille-La Pointe-Rouge
Der Kanton Marseille-La Pointe-Rouge war bis 2015 ein französischer Wahlkreis im Arrondissement Marseille, im Département Bouches-du-Rhône und in der Region Provence-Alpes-Côte d’Azur. Die landesweiten Änderungen in der Zusammensetzung der Kantone brachten im März 2015 seine Auflösung.
Er umfasste Teile des 8. Arrondissements von Marseille mit den Stadtteilen:

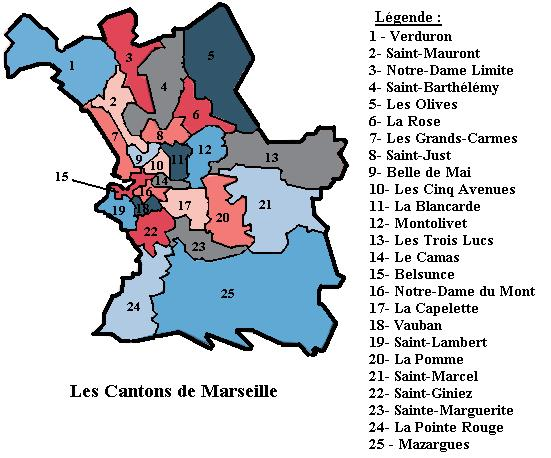
Kantone in Marseille

| - Bonneveine - Callelongue - Cap Croisette - L'Escalette - Le Fortin - Les Gatons | - Les Goudes - Grotte Rolland - Lapin Blanc - Madrague de Montredon - Marseilleveyre - Montredon | - Pointe Rouge - Roy d’Espagne - Sainte-Anne - Samena - La Serane - Vielle Chapelle |